# Jackson Chirwa
Jackson Chirwa (n. Lusaka, 11 de junio de 1995) es un futbolista zambiano que juega en la demarcación de centrocampista para el Green Buffaloes FC de la Primera División de Zambia.

## Selección nacional
Debutó con la selección de fútbol de Zambia el 4 de julio de 2015 contra Namibia en un partido de clasificación para el Campeonato Africano de Naciones de 2016 que finalizó con un resultado de 2-1 a favor del conjunto zambiano. Además disputó la clasificación para la Copa Africana de Naciones de 2017 y la clasificación para la Copa Mundial de Fútbol de 2018.

### Participaciones en torneos internacionales
| Torneo                                  | Sede      | Resultado        |
| --------------------------------------- | --------- | ---------------- |
| Campeonato Africano de Naciones de 2016 | Ruanda    | Cuartos de final |
| Copa COSAFA 2017                        | Sudáfrica | Finalista        |

### Goles internacionales
| # | Fecha              | Estadio                               | Oponente | Gol | Resultado | Competición      |
| - | ------------------ | ------------------------------------- | -------- | --- | --------- | ---------------- |
| 1 | 5 de julio de 2017 | Estadio Moruleng, Moruleng, Sudáfrica | Tanzania | 3–1 | 4–2       | Copa COSAFA 2017 |

## Clubes
| Club               | País   | Año    | Partidos | Goles |
| ------------------ | ------ | ------ | -------- | ----- |
| Green Buffaloes FC | Zambia | 2014 - | 98       | 15    |